# Fort Pannerden
Fort Pannerden war eines der größten Forts der Niederlande.

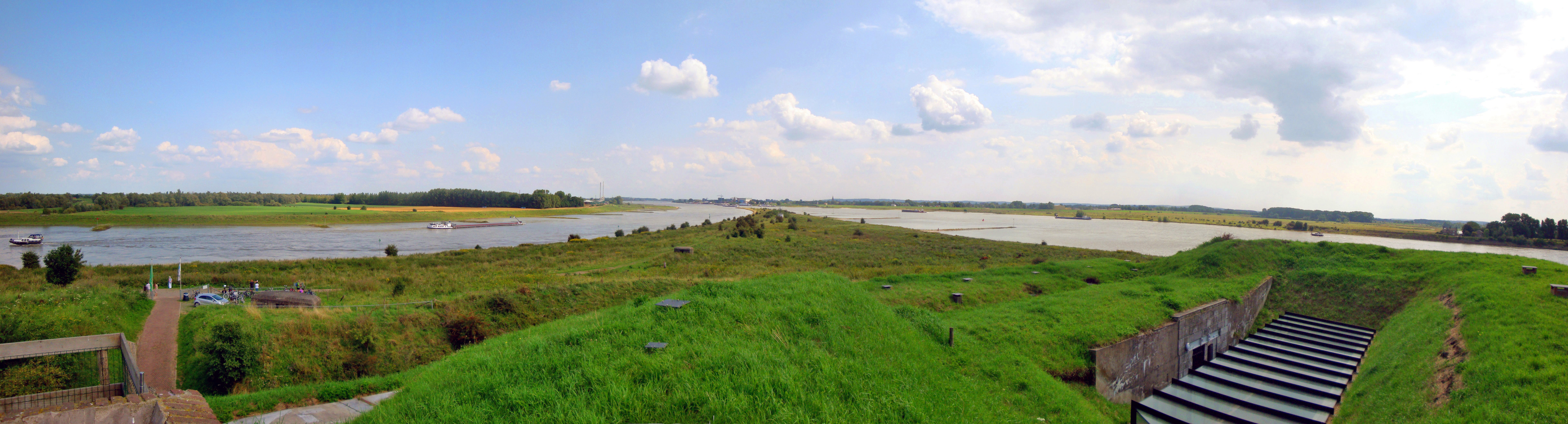
Blick vom Fort Pannerden nach Südost – links Pannerdens-Kanal, rechts die Waal

## Geschichte
Das Fort Pannerden wurde von 1869 bis 1872 in der Gabelung von Pannerdens-Kanal (Niederländisch: Pannerdensch Kanaal) und Waal, als eines der größten Forts der Niederlande, erbaut. Es sollte als Sperrwerk gegen einfallende Truppen dienen, die über Rhein und Waal zur Festung Holland, hinter der Nieuwe Hollandse Waterlinie, vorstoßen wollten. Außerdem sollte verhindert werden, dass der Pannerdens-Kanal abgedämmt werden konnte und die Wasserlinie somit ohne genügend Wasser wäre. 1890 wurde die Brisanzgranate erfunden; diese hat eine mehrfach stärkere Sprengkraft als die bisherigen Granaten. Gemauerte Werke konnten ihnen nicht standhalten; sie konnten zusammengeschossen werden.
Technische Fortschritte bei der Herstellung von Geschützrohren trugen dazu bei, dass der Streukreisradius kleiner wurde und die maximale Schussweite größer. In ganz Europa wurde ein Teil der Festungen verstärkt und ein anderer Teil aufgegeben.
Auch die preußischen Flussmonitore Rhein und Mosel mit ihren 12-cm-Geschützen waren eine Bedrohung für das Fort.
In der Zeit von 1885 bis 1890 wurde das Fort modernisiert; die ostwärts gerichtete Hauptbatterie wurde mit Panzerpfeilern vom Grusonwerk (Magdeburg), Flusseisenblöcken aus Peine und französischen Panzerplatten ausgebaut. Diese Batterie erhielt fünf  15-cm-L/25-Geschütze von Krupp auf hydraulischen Minimalschartenlafetten von Gruson. Die Reichweite dieser Batterie betrug über 7000 Meter mit 50 kg schweren Panzergranaten und einer Treibladung von 16 kg braunem prismatischem Geschützpulver. Neu gebaut wurden zwei kleinere, seitlich angeordnete Batterien, wofür dieselben Hersteller das Panzermaterial lieferten. Bestückt waren diese Batterien mit je zwei holländischen 10 cm Hartbronzekanonen auf Gruson'schen Minimalschartenlafetten für Handbetrieb.

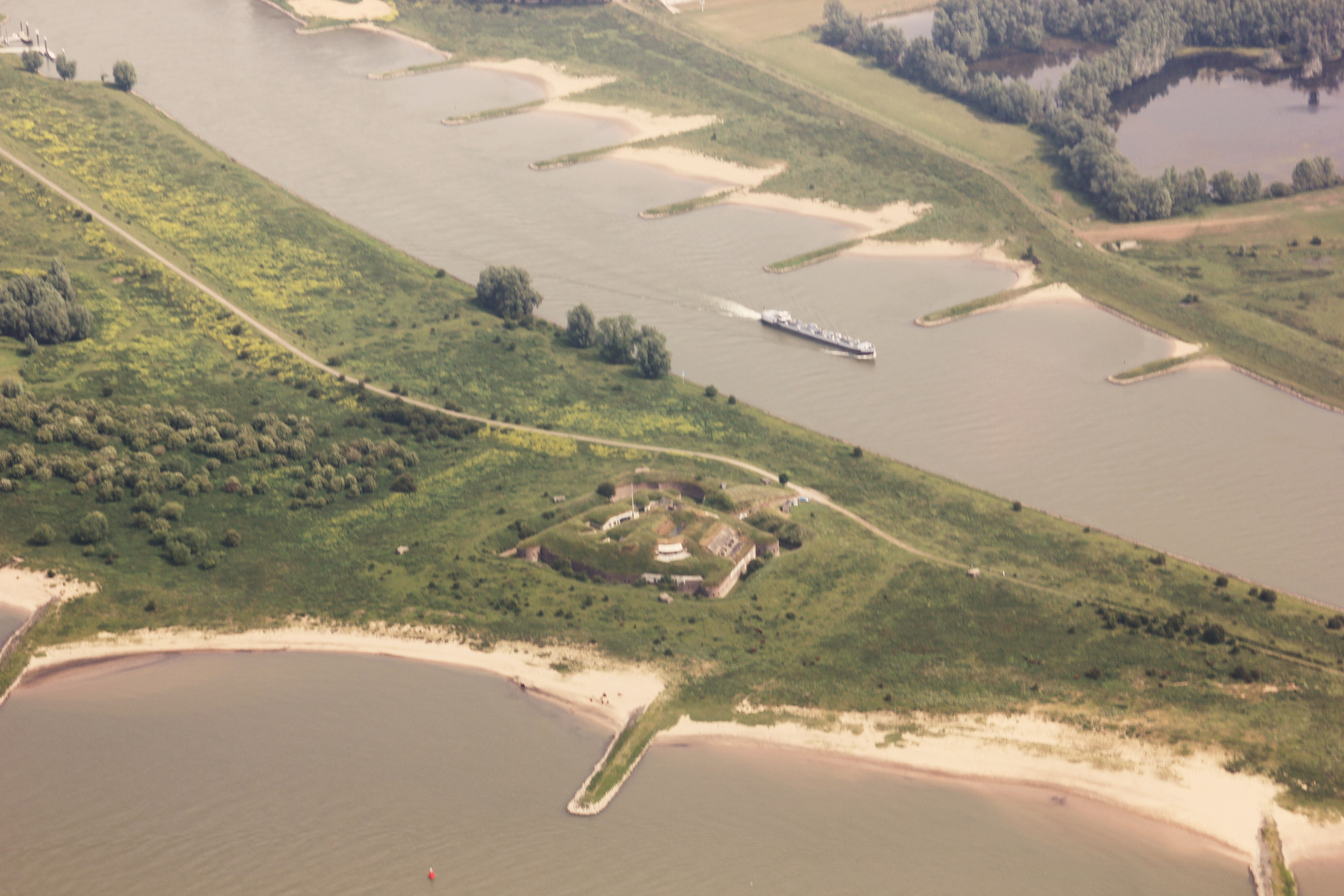
Fort Pannerden aus der Luft

Während des Ersten Weltkriegs war das Fort voll besetzt, und obwohl die Drohung der auf dem Elterberg aufgestellten 28 cm Kanonen beängstigend für die Fortbesatzung in den neutralen Niederlanden war, kam es nur vereinzelt zu Schüssen auf einen Zeppelin und auf Flugzeuge, die sich offenbar verirrt hatten.
In der Zwischenkriegszeit wurde das Fort anfangs von einem Sergeanten bewacht, der mit seiner Familie in der Nachbarschaft wohnte. Im Zweiten Weltkrieg begann die Wehrmacht am 10. Mai 1940 der Westfeldzug. Sie unternahm keine Anstrengungen, den Kanal abzudämmen, und griff nicht über Wasser an. Somit brauchte das Fort seinen Hauptaufgaben nicht nachzukommen. Aus dem bereits nach kurzer Zeit vollkommen eingeschlossenen Fort wurde zwar geschossen, u. a. mit einem 12,7-mm-Maschinengewehr auf Flugzeuge, aber gegen die bereits in Doornenburg aufgefahrene Artillerie und die angedrohte Bombardierung konnte das Fort – das im Gegensatz zum Ersten Weltkrieg keine Flakausrüstung hatte – keinen Widerstand leisten. Sein Kommandant, Hauptmann der Reserve Westerveld, übergab es am 11. Mai um 19:30 Uhr an Oberstleutnant Speck.
Nach dem Krieg wurden Teile des Forts als Baumaterial für den Wiederaufbau verwendet. Das Gelände wurde als Mülldeponie und das Fortgebäude als Kampfmittellagerplatz benutzt.

## Neuzeit
1959 wurde das Fort deklassifiziert in ein Festungswerk ohne Klasse. Am ersten Januar 1988 übernahm die staatliche Forstverwaltung das Fort. Nachdem die Stiftung Fort Pannerden die angefangenen Instandsetzungsarbeiten abbrechen musste, wurde es am 12. Juni 2000 besetzt. 2005 wurde das Fort dem Projekt der Nieuwe Hollandse Waterlinie angegliedert.
Nach einer Räumung und Wiederbesetzung des Forts kam es im Dezember 2006 zu einer Übereinkunft zwischen den Besetzern, der Stichting Fort Pannerden, und der Gemeinde Lingewaard. Die Besetzer werden Bewacher, dürfen aber nicht mehr dort wohnen. Es dürfen aber stets zwei Besetzer anwesend sein, die für Ordnung sorgen müssen und auch Führungen leiten.

## Quelle
- Webseite von Fort Pannerden NL, https://www.fortpannerden.eu/